# Kihansia lovettii
Kihansia lovettii är en enhjärtbladig växtart som beskrevs av Martin Roy Cheek. Kihansia lovettii ingår i släktet Kihansia och familjen Triuridaceae. Inga underarter finns listade.